# Psilaspilates venata
Psilaspilates venata är en fjärilsart som beskrevs av Butler 1882. Psilaspilates venata ingår i släktet Psilaspilates och familjen mätare. Inga underarter finns listade.